# Lurowie
Lurowie (pers. ‏لر‎) – irańska ludność zamieszkująca południowo-zachodni Iran, licząca około 5 mln osób. Lurowie posługują się językiem luryjskim z grupy irańskiej. W swoim procesie etnogenezy wchłonęli elementy kurdyjskie, tureckie i arabskie. Dominuje wśród nich szyicka odmiana islamu. Większość Lurów zajmuje się koczowniczym pasterstwem, pozostali są osiadłymi rolnikami.
W XII–XVI wieku tworzyli suwerenne księstwa Mały i Wielki Lurestan, również w późniejszym okresie, do początków XX wieku utrzymali sporą niezależność od Persji. Obecnie w Iranie istnieje ostan (prowincja) Lurestan, chociaż Lurowie zamieszkują także tereny aż po miasto Sziraz. Taniec luryjski jest etniczną cechą Lurów.